# روترباوم
روثرباوم، هي منطقة تقع في ولاية هامبورغ في ألمانيا، في منطقة إيمسبوتل الإدارية. 

## التاريخ
في مطلع عام 1800، قام مواطنو هامبورغ الأثرياء ببناء مساكن على شواطئ بحيرة ألستر بهدف الانتقال إلى محيط أفضل. ومن الأمثلة على ذلك المبنى الواقع في شارع ألستروفر 27، والذي بناه مارتن هالر، مهندس مبنى بلدية هامبورغ.